# 琳达·雷诺兹
琳达·凯恩·雷诺兹（英語：Linda Karen Reynolds，1965年5月16日—），澳大利亚前军官、自由党成员，现任澳大利亚国防部长及西澳大利亚州的联邦参议员。生於珀斯，科廷大學畢業。雷诺兹曾于澳洲军队服役近30年，官至准將（Brigadier），是澳軍歷史上第一位女性帶星將領，2012-3年曾任陸軍預備役副官長。2013年退役後當選參議員，歷任内務助理部長、联邦国防工业部长，2019年升任國防部長。2021年3月，因下属性侵丑闻，在内阁调整中不再担任国防部长职务。

## 外部連結
- 官方网站
- Summary of parliamentary voting for Senator Linda Reynolds on TheyVoteForYou.org.au （页面存档备份，存于）